# Swaziland ai Giochi della XXIX Olimpiade
Lo Swaziland ha partecipato ai Giochi della XXIX Olimpiade di Pechino, svoltisi dall'8 al 24 agosto 2008, con una delegazione di 4 atleti.

## Atletica leggera
| Gara            | Atleta              | Batterie | Batterie | Semifinali | Semifinali | Finale | Finale |
| Gara            | Atleta              | Tempo    | Pos.     | Tempo      | Pos.       | Tempo  | Pos.   |
| --------------- | ------------------- | -------- | -------- | ---------- | ---------- | ------ | ------ |
| 1500 m maschili | Isaiah Msibi        | 3'51"35  | 12       |            |            |        |        |
| 400 m femminili | Temalangeni Dlamini | 59"91    | 8        |            |            |        |        |

## Nuoto
| Gara                        | Atleta         | Batterie | Batterie | Semifinali | Semifinali | Finale | Finale |
| Gara                        | Atleta         | Tempo    | Pos.     | Tempo      | Pos.       | Tempo  | Pos.   |
| --------------------------- | -------------- | -------- | -------- | ---------- | ---------- | ------ | ------ |
| 50 m stile libero maschili  | Luke Hall      | 24"14    | 60       |            |            |        |        |
| 50 m stile libero femminili | Senele Dlamini | 28"70    | 61       |            |            |        |        |